# Claude Ganser
Claude Ganser (7 september 1967) is een voormalig voetballer uit Luxemburg. Hij speelde als middenvelder gedurende zijn carrière, voor achtereenvolgens Union Luxembourg, Jeunesse Esch en F91 Dudelange. Met die drie clubs won hij een voor een de nationale titel.

## Clubcarrière

### Erelijst
- Landskampioen

1991, 1995, 1996, 1997, 1998, 1999, 2000
- Beker van Luxemburg

1991, 1997, 1999
- Luxemburgs voetballer van het jaar

1992

## Interlandcarrière
Ganser kwam in totaal negen keer (nul doelpunten) uit voor de nationale ploeg van Luxemburg in de periode 1992 - 1997. Hij maakte zijn debuut op 25 maart 1992 in de vriendschappelijke wedstrijd tegen Turkije, die op eigen veld met 3-2 verloren ging. Ook aanvaller Serge Thill maakte in dat duel voor het eerst zijn opwachting in de nationale A-ploeg. Gansers negende en laatste interland speelde Ganser op 8 juni 1997 tegen Bulgarije (1-1). In dat duel moest hij na 83 minuten plaatsmaken voor Paolo Amodio.

### Wedstrijden
| # | Datum      | Locatie              | Wedstrijd               | Uitslag | Competitie      | Opmerkingen |
| - | ---------- | -------------------- | ----------------------- | ------- | --------------- | ----------- |
| 1 | 25.03.1992 | Luxemburg, Luxemburg | Luxemburg - Turkije     | 2 - 3   | Oefeninterland  | —           |
| 2 | 07.06.1995 | Luxemburg, Luxemburg | Luxemburg - Tsjechië    | 1 - 0   | EK-kwalificatie | 86'         |
| 3 | 15.11.1995 | Praag, Tsjechië      | Tsjechië - Luxemburg    | 3 - 0   | EK-kwalificatie | 77'         |
| 4 | 07.02.1996 | Rabat, Marokko       | Marokko - Luxemburg     | 2 - 0   | Oefeninterland  | 41'         |
| 5 | 13.03.1996 | Luxemburg, Luxemburg | Luxemburg - Zwitserland | 1 - 1   | Oefeninterland  | 41'         |
| 6 | 08.10.1996 | Luxemburg, Luxemburg | Luxemburg - Bulgarije   | 1 - 2   | WK-kwalificatie | 46'         |
| 7 | 10.11.1996 | Luxemburg, Luxemburg | Luxemburg - Rusland     | 0 - 4   | WK-kwalificatie | 46'         |
| 8 | 15.12.1996 | Tel Aviv, Israël     | Israël - Luxemburg      | 1 - 0   | WK-kwalificatie | 78'         |
| 9 | 08.06.1997 | Burgas, Bulgarije    | Bulgarije - Luxemburg   | 4 - 0   | WK-kwalificatie | 83'         |